# Laura Lor van den Brom
Laura Lor van den Brom – holenderska brydżystka z tytułami World International Master w kategorii Kobiet oraz European Master (EBL).

## Wyniki brydżowe

### Olimpiady
Na olimpiadach uzyskała następujące rezultaty:
| Olimpiady brydżowe. Zawody teamów | Olimpiady brydżowe. Zawody teamów | Olimpiady brydżowe. Zawody teamów | Olimpiady brydżowe. Zawody teamów | Olimpiady brydżowe. Zawody teamów | Olimpiady brydżowe. Zawody teamów |
| Rok                               | Miejsce                           | Zawody                            | Kategoria                         | Drużyna                           | Pozycja                           |
| --------------------------------- | --------------------------------- | --------------------------------- | --------------------------------- | --------------------------------- | --------------------------------- |
| 1984                              | Seattle                           | 7. Olimpiada Teamów               | Kobiety                           | Netherlands                       | 3                                 |

### Zawody światowe
W światowych zawodach zdobyła następujące lokaty:
| Mistrzostwa Świata. Konkurencja teamów | Mistrzostwa Świata. Konkurencja teamów | Mistrzostwa Świata. Konkurencja teamów | Mistrzostwa Świata. Konkurencja teamów | Mistrzostwa Świata. Konkurencja teamów | Mistrzostwa Świata. Konkurencja teamów |
| Rok                                    | Miejsce                                | Zawody                                 | Kategoria                              | Drużyna                                | Pozycja                                |
| -------------------------------------- | -------------------------------------- | -------------------------------------- | -------------------------------------- | -------------------------------------- | -------------------------------------- |
| 1994                                   | Albuquerque                            | 9. Mistrzostwa Świata                  | Kobiety                                | Vriend                                 | 9                                      |
| 1982                                   | Biarritz                               | 6. Mistrzostwa Świata                  | Open                                   | Nijenhuis                              | 45                                     |

| Mistrzostwa Świata. Konkurencja par | Mistrzostwa Świata. Konkurencja par | Mistrzostwa Świata. Konkurencja par | Mistrzostwa Świata. Konkurencja par | Mistrzostwa Świata. Konkurencja par | Mistrzostwa Świata. Konkurencja par |
| Rok                                 | Miejsce                             | Zawody                              | Kategoria                           | Partner                             | Pozycja                             |
| ----------------------------------- | ----------------------------------- | ----------------------------------- | ----------------------------------- | ----------------------------------- | ----------------------------------- |
| 1982                                | Biarritz                            | 6. Mistrzostwa Świata               | Kobiety                             | Marijke Erich van Mechelen          | 32                                  |

### Zawody europejskie
W europejskich zawodach zdobyła następujące lokaty:
| Zawody europejskie. Konkurencja teamów | Zawody europejskie. Konkurencja teamów | Zawody europejskie. Konkurencja teamów | Zawody europejskie. Konkurencja teamów | Zawody europejskie. Konkurencja teamów | Zawody europejskie. Konkurencja teamów |
| Rok                                    | Miejsce                                | Zawody                                 | Kategoria                              | Drużyna                                | Pozycja                                |
| -------------------------------------- | -------------------------------------- | -------------------------------------- | -------------------------------------- | -------------------------------------- | -------------------------------------- |
| 1993                                   | Mentona                                | 41. Mistrzostwa Europy Teamów          | Kobiety                                | Netherlands                            | 7                                      |
| 1985                                   | Salsomaggiore                          | 37. Mistrzostwa Europy Teamów          | Kobiety                                | Netherlands                            | 4                                      |
| 1983                                   | Wiesbaden                              | 36. Mistrzostwa Europy Teamów          | Kobiety                                | Netherlands                            | 2                                      |

## Klasyfikacja
- Laura Lor van den Brom – klasyfikacja WBF (ang.)
- Laura Lor van den Brom – klasyfikacja EBL (ang.)